# Tonicità

Tonicità dei globuli rossi a seconda della soluzione in cui vengono immersi

Tonicità di una cellula vegetale a seconda della soluzione in cui viene immersa

La tonicità è una misura comparativa della pressione osmotica di due soluzioni separate da una membrana semipermeabile. È comunemente impiegata per descrivere le reazioni delle cellule quando vengono immerse in una soluzione esterna.
A differenza della pressione osmotica, la tonicità dipende soltanto dai soluti che non possono superare la membrana, poiché solo questi ultimi esercitano una pressione osmotica. I soluti che oltrepassano la membrana, invece, non condizionano la tonicità, perché saranno sempre in uguale concentrazione su entrambi i lati della membrana.
Esiston tre gradi di tonicità di una soluzione comparata ad un'altra:
- ipertonicità: una soluzione si dice ipertonica se contiene una maggiore concentrazione di soluti non permeanti rispetto alla soluzione presente sull'altra faccia della membrana;
- ipotonicità: una soluzione si dice ipotonica se contiene una minor concentrazione di soluti non permeanti rispetto alla soluzione presente sull'altra faccia della membrana;
- isotonicità: una soluzione si dice isotonica se contiene un'uguale concentrazione di soluti su entrambi i lati della membrana.